# Пам'ятки Сум
В місті Суми на обліку перебувають 97 пам'яток архітектури, 17 пам'яток монументального мистецтва і 86 історичних пам'яток.

## Пам'ятки архітектури
| №  | Пам'ятка | Датування                   | тип                                                                          | Місцезнаходження                                                                                             | Світлина |
| -- | --- | --------------------------- | ---------------------------------------------------------------------------- | --- | -------- |
| 1  | Альтанка | кін. 19 ст.                 | архіт.                                                                       | Покровська площа, на центральній алеї скверу, біля перетину з вул. Петропавлівська, перед Театральною площею |          |
| 2  | Будинок колишньої повітової земської управи, зараз — Сумський обласний краєзнавчий музей                                                                               | 1885 — 1886                 | архіт., іст., мист.                                                          | вул. Герасима Кондратьєва, 2.                                                                                |          |
| 4  | Будинок культури «Хімік» | 1955 — 1956                 | архіт.                                                                       | вул. Миру, 28.                                                                                               |          |
| 5  | Будинок Лінтварьової О. | 19 ст.                      | архіт.                                                                       | вул. Герасима Кондратьєва, 30.                                                                               |          |
| 6  | Воскресенська церква Головна споруда Дзвіниця | … 1702 1906                 | архіт.                                                                       | пл. Незалежності, 19.                                                                                        |          |
| 7  | Воскресенська вулиця | 18 — 20 ст.                 | архіт, іст., містобуд                                                        | |          |
| 8  | Гранд-готель | поч. 19 ст.                 | архіт.                                                                       | вул. Воскресенська, 8.                                                                                       |          |
| 9  | Готель | кін. 19 ст.                 | архіт.                                                                       | вул. Воскресенська, 4.                                                                                       |          |
| 10 | Житловий будинок | кін. 19 — поч. 20 ст.       | архіт.                                                                       | вул. Воскресенська, 7.                                                                                       |          |
| 11 | Міська садиба | кін. 17 — поч. 20 ст.       | архіт.                                                                       | вул. Воскресенська, 9 — 11 (Провулок Терезова, 2)                                                            |          |
| 12 | Поштамт | 1910-ті рр.                 | архіт.                                                                       | вул. Воскресенська, 13/7.                                                                                    |          |
| 13 | Гоголівське училище | 1908                        | архіт.                                                                       | вул. Герасима Кондратьєва, 39.                                                                               |          |
| 14 | Готель «Хімік» | 1955                        | архіт.                                                                       | м. Суми вул. Миру, 24.                                                                                       |          |
| 15 | Державний банк, Головний корпус. Другорядний корпус. | кін. 19 — поч. 20 ст.       | архіт.                                                                       | Покровська площа, 1 — вул. Гагаріна, 2.                                                                      |          |
| 16 | Дитячі ясла | 1930-ті рр.                 | архіт.                                                                       | пл. Свердлова, 16.                                                                                           |          |
| 17 | Друкарня | 20 ст.                      | архіт., іст.)                                                                | вул. Кузнечна, 2                                                                                             |          |
| 18 | Житловий будинок | др. пол. 19 ст.             | архіт.                                                                       | майдан Незалежності, 13.                                                                                     |          |
| 19 | Житловий будинок | кін. 19 ст. — поч. 20 ст.   | архіт.                                                                       | вул. Кооперативна, 7.                                                                                        |          |
| 20 | Житловий будинок | поч. 20 ст.                 | архіт.                                                                       | вул. Кооперативна, 15.                                                                                       |          |
| 21 | Житловий будинок | 1953 — 1955 рр.             | архіт.                                                                       | просп. Т. Шевченка, 1.                                                                                       |          |
| 22 | Житловий будинок | 1953 — 1955 рр.             | архіт.                                                                       | просп. Т. Шевченка, 2.                                                                                       |          |
| 23 | Залізнична лікарня | поч. 20 ст.                 | архіт.                                                                       | вул. Привокзальна.                                                                                           |          |
| 24 | Іллінська церква | 1845                        | архіт.                                                                       | вул. Іллінська, 10.                                                                                          |          |
| 25 | Іоанно-Предтеченська церква | кін. 17 — поч. 20 ст.       | архіт.                                                                       | вул. Орджонікідзе, 87.                                                                                       |          |
| 26 | Кіоск | кін. 19 — поч. 20 ст.       | архіт.                                                                       | Покровська площа.                                                                                            |          |
| 27 | Клуб Червонозоряного цукрово-рафінадного заводу | 1927 — 1929 рр.             | архіт.)                                                                      | вул. Привокзальна, 2                                                                                         |          |
| 28 | Комерційне училище | поч. 20 ст.                 | архіт.                                                                       | вул. Пролетарська, 60.                                                                                       |          |
| 29 | Купецький будинок зі складами | кін. 18 — поч. 19 ст.       | архіт.)                                                                      | пров. 9 Травня                                                                                               |          |
| 30 | Маєток Штерічевої М. П. у с. Баси Головний будинок; Східний флігель; Західний флігель.                                                                                 | поч. 19 ст.                 | архіт.                                                                       | вул. Санаторна, 1.                                                                                           |          |
| 31 | Машинобудівний завод Бельгійського анонімного акціонерного товариства «Сумські машинобудівні майстерні», Цех № 5; Будинки заводського персоналу; Чотирикласне училище. | кін. 19 — поч. 20 ст.       | архіт., іст.                                                                 | вул. Горького, 58.                                                                                           |          |
| 32 | Михайлівський кадетський корпус, Головний навчальний корпус; Будинок начальника.                                                                                       | поч. 20 ст.                 | архіт.                                                                       | вул. Герасима Кондратьєва, 165.                                                                              |          |
| 33 | Міський театр | поч. 20 ст.                 | архіт.                                                                       | вул. Жовтнева, 6.                                                                                            |          |
| 34 | М'ясні ряди | поч. 20 ст.                 | архіт.                                                                       | Вул. Кооперативна, 2.                                                                                        |          |
| 35 | Особняк | кін. 19 ст.                 | архіт.                                                                       | вул. Жовтнева, 2.                                                                                            |          |
| 36 | Особняк | кін. 19 ст.                 | архіт.                                                                       | вул. Першотравнева, 6.                                                                                       |          |
| 37 | Особняк | кін. 19 — поч. 20 ст.       | архіт.                                                                       | вул. Покровська, 1.                                                                                          |          |
| 38 | Особняк | кін. 19 — поч. 20 ст.       | архіт.                                                                       | вул. Псільська,7.                                                                                            |          |
| 39 | Особняк | поч. 20 ст.                 | архіт.                                                                       | вул. Бєлінського, 2.                                                                                         |          |
| 40 | Особняк Кайдановського | 1910-ті рр.                 | архіт.                                                                       | вул. Псільська, 4.                                                                                           |          |
| 41 | Особняк Ліщинських | кін. 19 ст.                 | архіт.                                                                       | вул. Псільська, 6.                                                                                           |          |
| 42 | Особняк Чорнобильського | поч. 20 ст.                 | архіт.                                                                       | Вул. Перекопська, 15.                                                                                        |          |
| 43 | Павловський цукро-рафінадний завод Корпус заводу; Робітнича казарма; Пожежна частина; Житлові будинки.                                                                 | кін. 19 — поч. 20 ст.       | архіт., іст.                                                                 | Площа Привокзальна, 4.                                                                                       |          |
| 44 | Палац культури Сумського машинобудівного заводу ім. М. В. Фрунзе | 1953                        | архіт.                                                                       | площа Горького, 5.                                                                                           |          |
| 45 | Пантелеймонівський монастир Архірейський корпус; Будинок сторожа. | 1915                        | архіт.                                                                       | вул. Роменська.                                                                                              |          |
| 46 | Петропавловська вулиця | 19 ст.                      | іст., архіт., містобуд.                                                      | м. Суми. |          |
| 47 | Дворянські зібрання | 1890-ті рр.                 | архіт., іст.                                                                 | вул. Петропавловська, 63.                                                                                    |          |
| 48 | Житловий будинок | 1870 1880-і рр.)            | архіт.                                                                       | вул. Петропавлівська, 52.                                                                                    |          |
| 49 | Житловий будинок | 2-га пол. 19 — поч. 20 ст.  | архіт.                                                                       | вул. Петропавловська, 49.                                                                                    |          |
| 50 | Житловий будинок | 1924                        | архіт.                                                                       | вул. Петропавлівська, 50.                                                                                    |          |
| 51 | Житловий будинок | 1929 — 1930 рр.             | архіт.                                                                       | вул. Петропавловська, 74.                                                                                    |          |
| 52 | Житловий будинок | 1952                        | архіт.)                                                                      | вул. Петропавловська, 60                                                                                     |          |
| 53 | Музична школа Чурилова, 2-га пол. 19 ст. | архіт.                      | вул. Петропавлівська, 98.                                                    | |          |
| 54 | Окружний суд | 1914 — 1917 рр.             | архіт.                                                                       | вул. Петропавлівська, 57.                                                                                    |          |
| 55 | Реальне училище | кін. 19 ст.                 | архіт., іст.                                                                 | вул. Петропавловська, 79.                                                                                    |          |
| 56 | Садиба Сумовських Особняк; Конторський будинок, у якому містився Сумський комітет РСДРП (б) та штаб Червоної гвардії; Господарський корпус; Огорожа.                   | кін. 19 — поч. 20 ст.       | архіт., іст.                                                                 | вул. Петропавлівська, 54, 56, 58 вул. Жовтнева, 9.                                                           |          |
| 57 | Садиба Чурилова Особняк; Службовий корпус. | 1880 — 1900                 | архіт.)                                                                      | вул. Петропавлівська, 91                                                                                     |          |
| 58 | Садибний будинок полковника Мариніча | поч. 20 ст.                 | архіт.                                                                       | вул. Петропавлівська, 105.                                                                                   |          |
| 59 | Чоловіча гімназія Ізмайлова Н. І., кін. 19 — поч. 20 ст. | архіт.                      | вул. Петропавловська, 62                                                     | |          |
| 60 | Прибуткові будинки | поч. 20 ст.                 | архіт.                                                                       | Покровська площа, 10 — Воскресенська,2.                                                                      |          |
| 61 | Садиба Асмолова І. з дендропарком | друга пол. 19 ст.           | архіт.                                                                       | пл. Свердлова, 14.                                                                                           |          |
| 62 | Садиба Лінтварьових на Луці Головний садибний будинок; Західний флігель, у якому мешкав Чехов А. П. і містився штаб 293-ї стрілецької дивізії; Східний флігель.        | 18 — 19 ст.                 | іст., архіт.                                                                 | вул. Чехова, 79, 92.                                                                                         |          |
| 63 | Садибний будинок | 19 ст.                      | архіт.                                                                       | вул. Терезова, 3.                                                                                            |          |
| 64 | Середня школа № 13 | 1936 — 1937 рр.             | архіт.                                                                       | Вул. Іллінська, 9.                                                                                           |          |
| 65 | Середня школа № 19 | 1936                        | архіт.                                                                       | вул. Червонозоряна, 3.                                                                                       |          |
| 66 | Спасо-Преображенський собор | кін. 18 — кін. 19 ст.       | архіт., мист.                                                                | вул. Соборна, 31.                                                                                            |          |
| 67 | Соборна вулиця, 17. ст. | іст., архіт, мист.)         | м. Суми                                                                      | |          |
| 68 | Готель | 1903 — 1907                 | архіт.)                                                                      | вул. Соборна, 44                                                                                             |          |
| 69 | Житловий будинок | 1947-1948                   | архіт.                                                                       | вул. Соборна, 27.                                                                                            |          |
| 70 | Житловий будинок | 1950                        | архіт.                                                                       | вул. Соборна, 25.                                                                                            |          |
| 71 | Житловий будинок | 1951                        | архіт.                                                                       | вул. Соборна, 32.                                                                                            |          |
| 72 | Житлові будинки-близнюки | кін. 19 ст. — поч. 20 ст.   | архіт.                                                                       | вул. Соборна, 46.                                                                                            |          |
| 73 | Жіноча гімназія (перша) | кін. 19 ст.                 | архіт.                                                                       | вул. Соборна, 39                                                                                             |          |
| 74 | Казначейський банк | 19 ст.                      | архіт.                                                                       | вул. Соборна, 37.                                                                                            |          |
| 75 | Кінотеатр «Люкс» | 1910-ті рр.                 | архіт.                                                                       | вул. Соборна,48.                                                                                             |          |
| 76 | Міська ратуша | кін. 18 — серед. 19 ст.     | архіт.                                                                       | вул. Соборна, 33.                                                                                            |          |
| 77 | Міська садиба Лицьовий житловий будинок | кін. 18 — друга пол. 19 ст. | архіт.)                                                                      | вул. Соборна, 29, 29а.                                                                                       |          |
| 78 | Театр драми і музичної комедії ім. Щепкіна М. Панно «Сім птиць — сім нот»                                                                                              | 1980,1982                   | архіт., мист.                                                                | Театральна площа, 1.                                                                                         |          |
| 79 | Торгові ряди, 1789 | архіт.                      | вул. Терезова, 7, вул. Соборна 40 — пер. Терезова 1 — вул. Воскресенська 10. | |          |
| 80 | Торгові ряди Будинок № 13. Будинок № 15. Будинок № 15 А. | кін. 19 ст.                 | архіт.                                                                       | Покровська площа, 13 — 15.                                                                                   |          |
| 81 | Торгові ряди, 2-га пол. 19 — поч. 20 ст. | архіт.                      | вул. Кузнечна, 2-А.                                                          | |          |
| 82 | Торговий будинок купця Кулішова | 1910                        | архіт.                                                                       | вул. Кооперативна, 3.                                                                                        |          |
| 83 | Троїцький собор | 1901 — 1914                 | архіт., мист.                                                                | вул. Троїцька, 34.                                                                                           |          |
| 84 | Троїцька вулиця, 18 ст. | архіт., мист., містобуд.    |                                                                              | |          |
| 85 | Дитяча аптека | кін. 19 — поч. 20 ст.       | архіт.                                                                       | вул. Троїцька, 51.                                                                                           |          |
| 86 | Дитячий притулок ім. Харитоненка І. Г. | кін. 19 — поч. 20 ст.       | архіт.                                                                       | вул. Троїцька, 28.                                                                                           |          |
| 87 | Дитяча лікарня св. Зінаїди ім. Харитоненка І. Г. Головний корпус; Дворовий корпус; Бічний корпус; Господарський корпус.                                                | 1896                        | архіт.                                                                       | вул. Троїцька, 57.                                                                                           |          |
| 88 | Духовне училище | поч. 1890-х рр.             | архіт.                                                                       | вул. Троїцька, 48.                                                                                           |          |
| 89 | Житловий будинок | кін. 19 ст. — поч. 20 ст.   | архіт.                                                                       | вул. Троїцька, 8.                                                                                            |          |
| 90 | Костьол і будинок ксьондза | 1900-ті рр.                 | архіт.                                                                       | вул. Троїцька 6, вул. Псільська 1.                                                                           |          |
| 91 | Лютеранське училище друга жіноча гімназія | друга пол. 19 ст.           | архіт.                                                                       | вул. Троїцька, 7.                                                                                            |          |
| 92 | Міське 4-класне училище, поч. 20 ст. | архіт.                      | вул. Троїцька, 1.                                                            | |          |
| 93 | Олександрівська чоловіча гімназія, Пансіон; Флігель. | 19 ст.                      | іст.,архіт. вул. Троїцька, 3,5.                                              | |          |
| 94 | Особняк Крінгера | кін. 19 ст.                 | архіт.                                                                       | вул. Троїцька, 33.                                                                                           |          |
| 95 | Особняк Шрейнера | кін. 19 — поч. 20 ст.       | архіт.                                                                       | вул. Троїцька, 15.                                                                                           |          |
| 96 | Садиба Харитоненків Особняк; Головна контора маєтків Харитоненка П. І.; Службовий корпус.                                                                              | 1880 — 1910-і рр.           | архіт.                                                                       | вул. Троїцька, 4.                                                                                            |          |
| 97 | Петропавлівська церква | 1851                        | архіт.                                                                       | Центральне кладовище, вул. 20 років Перемоги                                                                 |          |

## Пам'ятки монументального мистецтва
| №  | Назва                                                                            | Рік встановлення | Місце                                                                       | Автори                                                                       | Охоронний номер | Світлина |
| -- | -------------------------------------------------------------------------------- | ---------------- | --------------------------------------------------------------------------- | ---------------------------------------------------------------------------- | --------------- | -------- |
| 1  | Пам'ятник Т. Г. Шевченку                                                         | 1958             | Сквер на вул. Соборній                                                      | скульптор Я. Д. Красножон архітектор М. П. Махонько                          | 32              |          |
| 2  | Монумент «Слава героям Сумщини»                                                  | 1967             | Площа Привокзальна                                                          | скульптор Б. Ф. Никончук архітектори: С. П. Тутченко А. І. Дейнека           | 34              |          |
| 3  | Меморіальний комплекс «Вічна слава»                                              | 1975             | Вул. Герасима Кондратьєва                                                   | скульптор В. П. Вінайкін архітектор В. Г. Гнєздилов                          | 1295            |          |
| 4  | Пам'ятник на могилі радянських воїнів, які загинули під час звільнення міста     | 1967             | Центральне кладовище, південна частина                                      | скульптор А. А. Івченко архітектор М. Т. Ільченко                            | 3               |          |
| 5  | Пам'ятник С. П. Супруну — Герою Радянського Союзу                                | 1947             | Вул. Троїцька (колишня вул. Дзержинського)                                  | скульптор Я. С. Ражба архітектор М. К. Іванченко                             | 76 33           |          |
| 6  | Пам'ятник М. С. Щепкіну                                                          | 1989             | Театральна площа                                                            | скульптор А. С. Смєлий архітектор С. С. Граділь                              | н/д             |          |
| 7  | Пам'ятник І. Г. Харитоненку                                                      | 1996             | Покровська площа (колишня Червона площа)                                    | скульптор А. А. Івченко архітектор В. М. Ухань                               | н/д             |          |
| 8  | Пам'ятник на родинному похованні Харитоненків                                    | 1894             | Центральне кладовище біля Петропавлівської церкви                           | скульптор Аристид Круазі                                                     | н/д             |          |
| 9  | Пам'ятник на могилі дочки П. І. Харитоненка — Зінаїди                            | 1891             | Центральне кладовище біля Петропавлівської церкви                           | скульптор Аристид Круазі                                                     | н/д             |          |
| 10 | Пам'ятник на могилі Д. І. Суханова                                               | Кін. XIX ст.     | Центральне кладовище біля Петропавлівської церкви                           | невідомий                                                                    | н/д             |          |
| 11 | Пам'ятник на могилі М. О. Суханова                                               | Поч. ХХ ст.      | Центральне кладовище біля Петропавлівської церкви                           | невідомий                                                                    | н/д             |          |
| 12 | Пам'ятник на могилі Є. С. Богатирьової                                           | Кін. XIX ст.     | Центральне кладовище біля Петропавлівської церкви                           | невідомий                                                                    | н/д             |          |
| 13 | Пам'ятник на могилі О. М. Богатирьової                                           | Поч. ХХ ст.      | Центральне кладовище біля Петропавлівської церкви                           | невідомий                                                                    | н/д             |          |
| 14 | Пам'ятник уродженцям Сумщини, які загинули в Афганістані                         | 2004             | Сквер по вул. Герасима Кондратьєва                                          | скульптор В. Зарецька архітектори: Е. Головін, І. Головіна                   | н/д             |          |
| 15 | Монументальний рельєф (керамічне панно) «Т. Г. Шевченко та його герої» (1990 р.) | 2004             | Вул. Герасима Кондратьєва, 8 Колишній магазин «Кобзар»                      | Єрмоленко Володимир Пилипович заслужений художник України (1985)             | н/д             |          |
| 16 | Гобелен «Дерево знання» (1988 р.)                                                | 2004             | Вул. Героїв Сталінграду, 10 Обласна державна наукова бібліотека             | Товстуха Леонід Самійлович народний художник України (1992)                  | н/д             |          |
| 17 | Панно «Сім птахів — сім нот» (1982 р.)                                           | 2004             | Театральна площа, 1 Обласний театр драми та музичної комедії ім. М. Щепкіна | Зарецький Віктор Іванович (автор ескізів, заслужений художник України (1985) | н/д             |          |
|    |                                                                                  |                  |                                                                             |                                                                              |                 |          |

## Пам'ятки історії
| №  | Назва | Місце                                           | Охоронний номер | Світлина |
| -- | --- | ----------------------------------------------- | --------------- | -------- |
| 1  | Братська могила жертв класової боротьби | Вул. 20 років Перемоги Центральне кладовище     | 4               |          |
| 2  | Братська могила, в якій поховані командир7-го Сумського полку 2-ї Української радянської дивізії Бочкін І. Ю. та червоноармійці Зінченко і Могила | Вул. 20 років Перемоги Центральне кладовище     | 5               |          |
| 3  | Могила Багацького П. С.- командира Сумського об'єднання партизанських загонів                                                                     | Вул. 20 років Перемоги Центральне кладовище     | 1294            |          |
| 4  | Братська могила радянських воїнів | Вул. 20 років Перемоги Центральне кладовище     | 3               |          |
| 5  | Могила радянських льотчиків | Вул. 20 років Перемоги Центральне кладовище     |                 |          |
| 6  | Група індивідуальних могил радянських воїнів | Вул. 20 років Перемоги Центральне кладовище     | 6               |          |
| 7  | Могила Храброва М. С. — генерал — майора | Вул. 20 років Перемоги Центральне кладовище     | 16              |          |
| 8  | Братська могила жертв фашизму | Вул. 20 років Перемоги Центральне кладовище     | 1292            |          |
| 9  | Братська могила польських воїнів | Вул. 20 років Перемоги Центральне кладовище     | 7               |          |
| 10 | Могила Марголіса Ігнатія-капітана медичної служби Війська Польського                                                                              | Вул. 20 років Перемоги Центральне кладовище     | 17              |          |
| 11 | Братська могила військовополонених | Вул. Герасима Кондратьєва, 165                  | 10              |          |
| 12 | Братська могила радянських воїнів | Вул. Баумана, Засумське кладовище               | 8               |          |
| 13 | Група братських могил радянських воїнів | Вул. Чехова, Лучанське кладовище                | 11              |          |
| 14 | Могила Мамонтова- радянського воїна | Вул. Чехова, Лучанське кладовище                | 11              |          |
| 15 | Могила Шумейка І.В -радянського воїна | Вул. Чехова, Лучанське кладовище                | 11              |          |
| 16 | Братська могила жертв фашизму та членів підпільної комсомольської організації «Прапор»                                                            | Вул. Чехова, Лучанське кладовище                | 11              |          |
| 17 | Братська могила партизанів | Вул. Чехова, Лучанське кладовище                | 11              |          |
| 18 | Братська могила радянських воїнів | Вул. Чехова, Лучанське кладовище                | 12              |          |
| 19 | Група братських могил жертв фашизму | Вул. Чехова, Лучанське кладовище                | 12              |          |
| 20 | Братська могила партизанок Рахманової М., Бадаєвої М., Степанової В.                                                                              | Вул. Чехова,                                    | 12              |          |
| 21 | Братська могила радянських воїнів | Вул. Римського-Корсакова, Пришибське кладовище  | 13              |          |
| 22 | Братська могила радянських воїнів | Вул. 3-я Червонопрапорна, Баранівське кладовище | 9               |          |
| 23 | Братська могила радянських воїнів | с-ще Нові-Баси, вул. Карбишева, 19-а            | 1293            |          |
| 24 | Братська могила радянських воїнів | На північний схід від станції Баси              | 14              |          |
| 25 | Братська могила радянських воїнів | с. Піщане, центр                                | 1111            |          |
| 26 | Могила Азімова О. Ю., який загинув у Афганістані                                                                                                  | Вул. 20 років Перемоги, Центральне кладовище    |                 |          |
| 27 | Могила Андреева В. К. , який загинув у Афганістані                                                                                                | Вул. 20 років Перемоги Центральне кладовище     |                 |          |
| 28 | Могила Бондаренка В. В., який загинув у Афганістані                                                                                               | с. Верхне Піщане                                |                 |          |
| 29 | Могила Добровольського М.М,. який загинув у Афганістані                                                                                           | Вул. 20 років Перемоги Центральне кладовище     |                 |          |
| 30 | Могила Дегтярьова А. П., який загинув у Афганістані                                                                                               | Вул. 20 років Перемоги Центральне кладовище     |                 |          |
| 31 | Могила Дорошенка С. В., який загинув у Афганістані                                                                                                | Вул. 20 років Перемоги Центральне кладовище     |                 |          |
| 32 | Могила Драновського В. Л., який загинув у Афганістані                                                                                             | Вул. 3-я Червонопрапорна, Баранівське кладовище |                 |          |
| 33 | Могила Жиганова С. М., який загинув у Афганістані                                                                                                 | Вул. 20 років Перемоги, Центральне кладовище    |                 |          |
| 34 | Могила Куріцина С. І., який загинув у Афганістані                                                                                                 | Вул. 20 років Перемоги, Центральне кладовище    |                 |          |
| 35 | Могила Лимаренка О. Г., який загинув у Афганістані                                                                                                | Вул. 20 років Перемоги, Центральне кладовище    |                 |          |
| 36 | Могила Москвичова С. Б., який загинув у Афганістані                                                                                               | Вул. 20 років Перемоги Центральне кладовище     |                 |          |
| 37 | Могила Назаренка В. Д., який загинув у Афганістані                                                                                                | Вул. Чехова, Лучанське кладовище                |                 |          |
| 38 | Могила Пилипенка І. І., який загинув у Афганістані                                                                                                | Вул. 20 років Перемоги, Центральне кладовище    |                 |          |
| 39 | Могила Сенченка І. В., який загинув у Афганістані                                                                                                 | Вул. Баумана. Засумське кладовище               |                 |          |
| 40 | Могила Сумця В. К., який загинув у Афганістані | Вул. 20 років Перемоги центральне кладовище     |                 |          |
| 41 | Могила Суровцева О. В., який загинув у Афганістані                                                                                                | Вул. 20 років Перемоги Центральне кладовище     |                 |          |
| 42 | Могила Ткаченка С. О., який загинув у Афганістані                                                                                                 | Вул. 20 років Перемоги Центральне кладовище     |                 |          |
| 43 | Могила Тряскіна С. О., який загинув у Афганістані                                                                                                 | Вул. 20 років Перемоги Центральне кладовище     |                 |          |
| 44 | Могила Усика Л. С., який загинув у Афганістані | Вул. Баумана, Засумське кладовище               |                 |          |
| 45 | Могила Феденка О. О., який загинув у Афганістані                                                                                                  | Вул. 20 років Перемоги Центральне кладовище     |                 |          |
| 46 | Могила Акимова М. П.- Героя Радянського Союзу | Вул. 20 років Перемоги Центральне кладовище     |                 |          |
| 47 | Могила Африканова О. Ф. — Героя Радянського Союзу                                                                                                 | Вул. 20 років Перемоги Центральне кладовище     |                 |          |
| 48 | Могила Германа І.М — Героя Радянського Союзу | Вул. 20 років Перемоги Центральне кладовище     |                 |          |
| 49 | Могила Гребченка С. С. — Героя Радянського Союзу                                                                                                  | Вул. Баумана, Засумське кладовище               |                 |          |
| 50 | Могила Докашенка М. Г. — Героя Радянського Союзу                                                                                                  | Вул. Баумана, Засумське кладовище               |                 |          |
| 51 | Могила Дудника Ф. Ф. — Героя Радянського Союзу | Вул. Баумана, Засумське кладовище               |                 |          |
| 52 | Могила Іванова П. П. — Героя Радянського Союзу | Вул. Баумана, Засумське кладовище               |                 |          |
| 53 | Могила Куроєдова М. І. — Героя Радянського Союзу                                                                                                  | Вул. 20 років Перемоги, Центральне кладовище    |                 |          |
| 54 | Могила Логвина П. А. — Героя Радянського Союзу | Вул. 20 років Перемоги, Центральне кладовище    |                 |          |
| 55 | Могила Тимченка П. С. — Героя Радянського Союзу                                                                                                   | Вул. 3-я Червонопрапорна, Баранівське кладовище |                 |          |
| 56 | Могила Шкурка Р. А. — Героя Радянського Союзу | Вул. Баумана, Засумське кладовище               |                 |          |
| 57 | Могила Нагорного І. Я. — повного кавалера ордена «Слава»                                                                                          | Вул. 20 років Перемоги, Центральне кладовище    |                 |          |
| 58 | Могила Пархоменка М. Г. — повного кавалера ордена «Слава»                                                                                         | Вул. 20 років Перемоги, Центральне кладовище    |                 |          |
| 59 | Могила Давидова А. К. — генерал-майора артилерії                                                                                                  | Вул. 20 років Перемоги, Центральне кладовище    |                 |          |
| 60 | Могила Калініна М. В. — генерал-майора | Вул. 20 років Перемоги, Центральне кладовище    |                 |          |
| 61 | Могила Морозова А. П. — генерал-майора артилерії                                                                                                  | Вул. 20 років Перемоги Центральне кладовище     |                 |          |
| 62 | Могила Скуби М. К. — генерал-майора танкових військ                                                                                               | Вул. 20 років Перемоги Центральне кладовище     |                 |          |
| 63 | Могила Солодченка І. Г. — генерал-майора артилерії                                                                                                | Вул. 20 років Перемоги Центральне кладовище     |                 |          |
| 64 | Могила Чехова М. П.- російського художника | Вул. Чехова Лучанське кладовище                 | 18              |          |
| 65 | Могила Сапухіна П. А. — краєзнавця | Вул. 20 років Перемоги Центральне кладовище     |                 |          |
| 66 | Могила Носачова А. П. — народного артиста України                                                                                                 | Вул. Баумана Засумське кладовище                |                 |          |
| 67 | Могила Тарасенка О. Г. — народного артиста України                                                                                                | Вул. 20 років Перемоги Центральне кладовище     |                 |          |
| 68 | Могила Данька М. М. — українського поета | Вул. 3-я Червонопрапорна Баранівське кладовище  |                 |          |
| 69 | Могила Кустенка О. М. — українського письменника                                                                                                  | Вул. 20 років Перемоги Центральне кладовище     |                 |          |
| 70 | Могила Ступака Ю. П. — українського критика-мистецтвознавства                                                                                     | Вул. 20 років Перемоги Центральне кладовище     |                 |          |
| 71 | Родинне поховання Харитоненків підприємців: Івана Герасимовича, Наталії Максимівни, Павла Івановича (та його дітей)                               | Вул. 20 років Перемоги Центральне кладовище     |                 |          |
| 72 | Могила Суханова Д. І. — підприємця | Вул. 20 років Перемоги Центральне кладовище     |                 |          |
| 73 | Могила Суханова М.О — підприємця | Вул. 20 років Перемоги Центральне кладовище     |                 |          |
| 74 | Павлівський цукрово-рафінадний завод | Вул. Привокзальна, 4                            |                 |          |
| 75 | Садиба підприємців Харитоненків | Вул. Дзержинського, 4                           |                 |          |
| 76 | Машинобудівний завод Бельгійського акціонерного товариства «Сумські машинобудівні майстерні»                                                      | Вул. Горького, 58                               |                 |          |
| 77 | Друкарня | Вул. Кузнечна, 2                                |                 |          |
| 78 | Будинок колишньої земської управи, пов'язаний з революційними подіями 1905 року                                                                   | Вул. Герасима Кондратьєва, 2                    | 27              |          |
| 79 | Будинок, у якому з1917 по 1918 роки розміщались комітет РСДРП(б) та штаб Червоної гвардії                                                         | Вул. Петропавлівська, 56                        | 25              |          |
| 80 | Будинок, у якому жив Чехов А. П. — російський письменник і розміщувався штаб 293 стрілецької дивізії                                              | Вул. Чехова, 79                                 | 23              |          |
| 81 | Будинок, у якому зупинявся Короленко В. Г. — російський письменник                                                                                | Покровська площа, 9 (готель Тихий уголок)       | 24              |          |
| 82 | Будинок, у якому жив Кандиба О. І. (Олександр Олесь) — український поет                                                                           | Вул. Петропавлівська, 83                        |                 |          |
| 83 | Будинок, у якому жив Онацький Н. Х.- засновник Сумського художнього-історичного музею, художник і мистецтвознавець                                | Вул. Антонова, 4                                |                 |          |
| 84 | Пам'ятний знак на честь жертв наслідків аварії на ЧАЕС                                                                                            | Вул. Горького                                   |                 |          |
| 85 | Автомобіль ГАЗ-АА | Вул. Роменська, 70                              | 1298            |          |
| 86 | Трактор «Універсал» | с. Верхнє Піщане                                | 1711            |          |
|    | |                                                 |                 |          |